# Prix François-Millepierres
Le prix François-Millepierres, créé en 1988, récompense « l’auteur d’un ouvrage d’histoire, d’érudition ou de philosophie, ayant trait à l’Antiquité, ou à défaut à l’époque contemporaine ». Il est décerné par l'Académie française.

## Liste des lauréats

### Années 1980
- 1988 : Jacques Mazel pour Socrate
- 1989 : Laurent Beccaria pour Hélie de Saint Marc

### Années 1990
- 1990 : 
  - Philippe Burrin pour Hitler et les juifs. Genèse d’un génocide
  - Claudine Cohen et Jean-Jacques Hublin pour Boucher de Perthes, Les origines romantiques de la Préhistoire
  - Claude Mossé pour L’Antiquité dans la Révolution française
- 1991 : 
  - Jean Gran-Aymeric pour Jane Dieulafoy, Une vie d’homme
  - Mireille Hadas-Lebel pour Jérusalem contre Rome
  - Aline Rousselle[2] pour Croire et guérir, La foi en Gaule dans l’Antiquité
- 1992 : François Fontaine pour Marc Aurèle
- 1993 : 
  - Pierre Chuvin pour La Mythologie grecque, du premier homme à l’apothéose d’Héraclès
  - Jacques Jouanna pour Hippocrate
- 1994 : 
  - Michèle Cointet pour Vichy capitale, 1940-1944
  - Alain Larcan pour Charles de Gaulle, Itinéraires intellectuels et spirituels
  - Henri-Dominique Segretain pour De Gaulle en échec ? Dakar 1940
- 1995 : Yves Pourcher pour Les Jours de Guerre. La vie des Français au jour le jour entre 1914 et 1918
- 1996 : 
  - Hélie Denoix de Saint Marc pour Les Champs de braises. Mémoires
  - François-Yves Guillin pour Le général Delestraint, Premier chef de l’Armée secrète
  - René Vigo pour L’Assassin qui aimait les femmes. L’affaire de Bernardy de Sigoyer
- 1997 : 
  - Antoine Garcia pour L’Exploration de la Sibérie
  - Marcel Ruby pour Le Livre de la Déportation
- 1998 : 
  - Pierre Giolitto pour Histoire de la milice
  - Yves Roman pour Histoire de la Gaule
- 1999 : 
  - Anne Roze et John Foley pour Champs de Mémoire
  - Michèle Cointet pour L'Église sous Vichy 1940-1945

### Années 2000
- 2000 : 
  - Jacques Baumel pour Résister. Histoire secrète des années d’Occupation
  - Jeanne Bohec pour La Plastiqueuse à bicyclette
  - Roger Bruge pour Les Hommes de Diên Bien Phu
- 2001 : 
  - Simon Epstein pour Les Dreyfusards sous l’Occupation
  - Georges-Henri Soutou pour La guerre de Cinquante Ans
  - Philippe Valat pour Les Labyrinthes de la liberté
- 2002 : 
  - Gisèle Guillemot pour (Entre parenthèses). De Colombelles (Calvados) à Mauthausen (Autriche)
  - Florence de Baudus pour Le Sang du Prince. Vie et mort du duc d’Enghien
- 2003 : 
  - Claire Andrieu pour Pour l’amour de la République. Le club Jean Moulin
  - Bernard Cottret pour La Révolution américaine
- 2004 : Philippe Chenaux pour Pie XII : Diplomate et pasteur
- 2005 : Jean-Paul Roux pour La Femme dans l’histoire et les mythes
- 2006 : 
  - Cyrille Débris pour Tu, Felix Austria, nube. La dynastie de Habsbourg et sa politique matrimoniale à la fin du Moyen Âge
  - François Hartog pour Anciens, modernes, sauvages
  - Bruno Dumézil pour Les Racines chrétiennes de l’Europe. Conversion et liberté dans les royaumes barbares (Ve–VIIIe siècles)
- 2007 : 
  - Claudine Auliard[3], pour La Diplomatie romaine : l'autre instrument de la conquête. De la fondation à la fin des guerres samnites (753-290 av. J.-C.)
  - Yann Le Bohec pour L’Armée romaine sous le Bas-Empire
- 2008 : 
  - Barra-Salzédo[4], pour En soufflant la grâce. Âmes, souffles et humeurs en Grèce ancienne (Jérôme Millon)
  - Philippe Monbrun[5] pour Les Voix d'Apollon. L'arc, la lyre et les oracles
  - Danièle Roman[6] et Yves Roman pour Aux miroirs de la ville : images et discours identitaires romains : IIIe siècle avant J.-C. - IIIe siècle après J.-C.
- 2009 : 
  - Anne-Gabrièle Wersinger pour La Sphère et l’Intervalle. Le schème de l’Harmonie dans la pensée des anciens Grecs d’Homère à Platon
  - Rémi Dalisson pour Les Fêtes du Maréchal. Propagande et imaginaire dans la France de Vichy
  - Frédéric Cousinié pour Images et méditation au XVIIe siècle

### Années 2010
- 2010 : 
  - Pierre Maraval, pour Théodose le Grand. Le pouvoir et la foi
  - (médaille d'argent) Françoise Frontisi-Ducroux, pour Ouvrages de dames. Ariane, Hélène, Pénélope...
  - (médaille d'argent) Monique Cottret, pour Tuer le tyran ? Le tyrannicide dans l’Europe moderne
- 2011 : 
  - Catherine Baroin pour Se souvenir à Rome. Formes, représentations et pratiques de la mémoire
  - Nicolas Lyon-Caen pour La Boîte à Perrette. Le jansénisme parisien au XVIIIe siècle
  - Thierry Sarmant et Mathieu Stoll pour Régner et gouverner. Louis XIV et ses ministres
- 2012 : Joseph Mélèze-Modrzejewski pour Un peuple de philosophes. Aux origines de la condition juive
- 2013 : Jean-Louis Brunaux pour Alésia
- 2014 : Louis-André Dorion, pour L'autre Socrate. Études sur les écrits socratiques de Xénophon
- 2015 : Ilsetraut Hadot pour Sénèque. Direction spirituelle et pratique de la philosophie
- 2016 : Paulin Ismard pour La Démocratie contre les experts. Les esclaves publics en Grèce ancienne
- 2017 : Marie-Françoise Baslez pour Les Premiers Bâtisseurs de l’Église. Correspondances épiscopales (IIe-IIIe siècles)
- 2018 : Danielle Porte pour Dictionnaire du siècle d’Auguste. Auguste mot à mot
- 2019 : Claudia Moatti pour « Res publica ». Histoire romaine de la chose publique

### Années 2020
- 2020 : Bénédicte Delignon pour La Morale de l’amour dans les Odes d’Horace. Poésie, philosophie et politique
- 2021 : Benoît Rossignol pour Marc Aurèle
- 2022 : Christophe Dickès pour Saint Pierre. Le mystère et l’évidence
- 2023 : Pierre Pellegrin pour Des animaux dans le monde. Cinq questions sur la biologie d’Aristote
- 2024 : Daniel Marguerat pour Paul de Tarse. L’enfant terrible du christianisme